# Clavecin

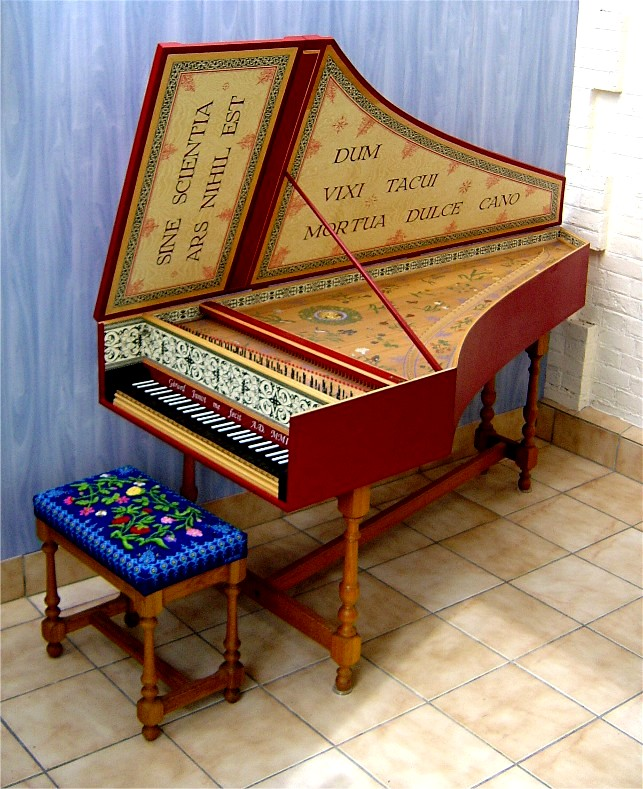
Clavecin flamand
Inscripţiile latine: SINE SCIENTIA ARS NIHIL EST ("Fără cunoaştere, arta nu este nimic") și DUM VIXI TACUI MORTUA DULCE CANO ("Am tăcut cand am fost viu, când sunt mort cânt dulce")

Clavecinul este un instrument muzical la care sunetele se obțin prin ciupirea coardelor de către un dispozitiv acționat de clape.

## Istoric
Cel mai vechi exemplar care s-a păstrat este un instrument din Germania de sud, cu placa de rezonanță verticală, datat de la sfârșitul secolului al XV-lea. Cel mai vechi instrument italian a fost fabricat de Vicentius in 1515. Școala flamandă a dezvoltat semnificativ construcția clavecinului intre 1565 și 1580, influențând ulterior fabricarea acestuia in întreaga Europă.
Clavecinul a fost înlocuit de pian după aproximativ 1750. Clavecinul a cunoscut o revenire de la începutul secolului al XX-lea, odată cu interesul crescut în muzica renascentistă și a barocului.

## Mecanismul de funcționare

Mecanismul de funcţionare: 1. Coarda, 2. Axa limbii, 3. Limba, 4. Plectru, 5. Amortizor.

Spre deosebire de pian, în care coardele sunt lovite de ciocănele când o clapă este apăsată, într-un clavecin sunetele sunt produse prin ciupirea coardelor.
Un dezavantaj al acestui sistem constă în imposibilitatea controlului asupra „dinamismului”: dacă pentru un pian loviturile pot fi mai tari (forte) sau mai slabe (piano), pentru un clavecin aceast lucru nu este posibil.